# Jintara Poonlarp
Jintara Poonlarp (thaï : จินตหรา พูนลาภ), de son nom de scène Jintara Kawisunthornkul (thaï : จินตหรา กวีสุนทรกุล), née Thongbai Janlueang (thaï : ทองใบ จันทร์เหลือง) le 6 mars 1969 à Roi Et), est une chanteuse et actrice thaïlandaise de luk thung, mor lam, et pop.

## Biographie

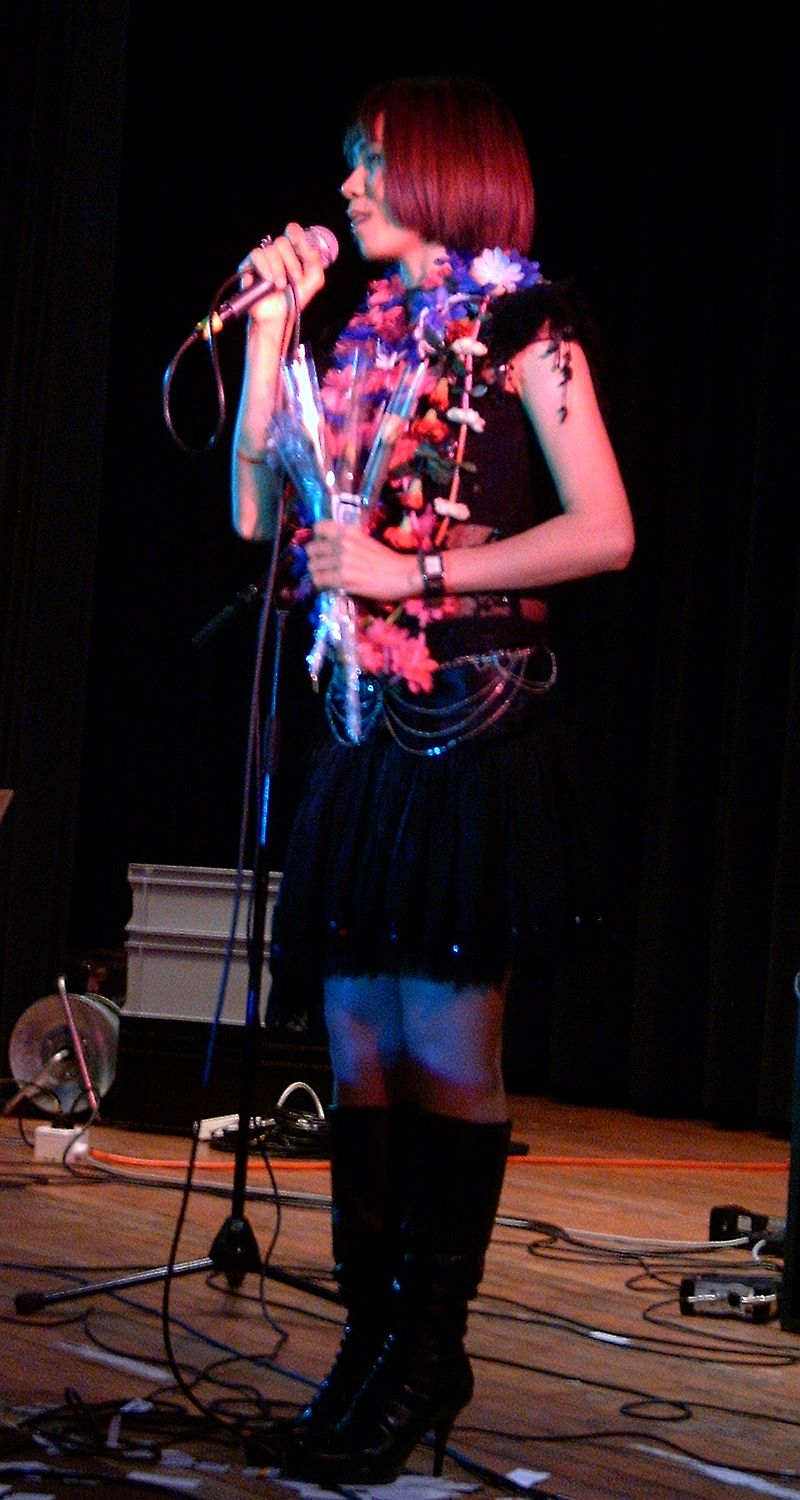
Jintara le 19 mai 2007 à Oberhausen (Allemagne)

Première artiste de luk thung à signer à la GMM Grammy, elle entame dès 1987, année de sortie de son premier album studio, Took Lauk Auk Rong Rian (thaï : ถูกหลอกออกโรงเรียน), une carrière de 20 ans, en sortant régulièrement des albums studios jusqu'en 2007, où elle signe avec le label R Siam. En 2017, à la fin de son contrat avec le label, elle devient artiste indépendante sous son label Cat9 Studio.
Elle est mise en vedette en 2002 lors de la sortie du douzième album studio de Bird Thongchai, Chud Rab Kaek (thaï : ชุดรับแขก), où elle y interprète 2 titres en featuring. Elle connaît de nouveau une résurgence de popularité en 2017, lorsqu'elle sort son single Tao Ngoi (thaï : เต่างอย), qui atteint les 100 millions de vues sur YouTube en 2019.
Elle sort, en totalité, entre 1987 et 1994, 16 albums studios avec le label GMM Grammy, qui sont pour la plupart des albums de mo lam.
À la suite de l'album Jao Bao Hai, son seizième album, elle change de label, mais ses albums continuent d'être produits et distribués par la GMM Grammy. À partir de décembre 1998, il est ajouté à ses albums studios les titres de Mor Lam Sa Orn (หมอลำสะออน), pour des albums de mo lam, et Luk Thung Sa Orn (ลูกทุ่งสะออน), pour des albums de luk thung. Le dernier album à être enregistré avec le label Master Tape, sort en 2007.
À la suite de la fermeture du label Master Tape en 2007, Jintara Poonlarp signe auprès de la R Siam, affiliée au label RS. Ses albums sont titrés Jintara Krop Krueang de 2007 à 2015. Son contrat auprès du label se termine en 2017.
En 2020, elle chante plusieurs chansons pour lutter contre la propagation de l'épidémie de Covid-19 : โควิดมาน้ำตาไหล (Covid Ma Nam Ta Lai / Covid Comes, My Tears Fall / Le Covid arrive... mes larmes coulent) et ใส่แมสคอยอ้าย (Sai Mask Koy Ai).

## Discographie

### Albums studio
- 1987 : Took Lauk Auk Rong Rian (ถูกหลอกออกโรงเรียน) (GMM Grammy)
- 1987 : Wan Puean Kian Jot Mai (วานเพื่อนเขียนจดหมาย) (GMM Grammy)
- 1988 : Sod Borisut (โสดบริสุทธิ์) (GMM Grammy)
- 1988 : Sao Wieng Noom Thai (สาวเวียง หนุ่มไทย) (GMM Grammy)
- 1988 : Raeng Ngarn Khao Niew (แรงงานข้าวเหนียว) (GMM Grammy)
- 1989 : Palang Rak (พลังรัก) (GMM Grammy)
- 1989 : Tam Jai Namta (ตามใจน้ำตา) (GMM Grammy)
- 1990 : Sao Rai Mun (สาวไร่มัน) (GMM Grammy)
- 1990 : Sao Isan Plad Thin (สาวอีสานพลัดถิ่น) (GMM Grammy)
- 1991 : Kho Pen Kon Soot Tai (ขอเป็นคนสุดท้าย) (GMM Grammy)
- 1991 : Jod Mai Lai Chabap (จดหมายหลายฉบับ) (GMM Grammy)
- 1991 : Amnaj Rak (อำนาจรัก) (GMM Grammy)
- 1992 : Khoy Rak Tang Daen (คอยรักต่างแดน) (GMM Grammy)
- 1993 : Lam Sam Baep Sam Style (ลำ 3 แบบ 3 สไตล์) (GMM Grammy)
- 1993 : Rai Ooy Koi Rak (ไร่อ้อยคอยรัก) (GMM Grammy)
- 1993 : Jao Bao Hai (เจ้าบ่าวหาย) (GMM Grammy)
- 1994 : Sin Wang Tee Wung Takrai (สิ้นหวังที่วังตะไคร้) (Master Tape)
- 1995 : Song Sarn Hua Jai (สงสารหัวใจ) (Master Tape)
- 1995 : Uaiporn Hai Phuean (อวยพรให้เพื่อน) (Master Tape)
- 1996 : Kho Rak Fai Diew (ขอรักฝ่ายเดียว) (Master Tape)
- 1996 : Rak Sorn Rak (รักซ้อนรัก) (Master Tape)
- 1997 :  Raw Pee Tee Bor.Kor.Sor (รอพี่ที่ บ.ข.ส.) (Master Tape)
- 1997 : Deum Phuea Leum Sow (ดื่มเพื่อลืมเศร้า) (Master Tape)
- 1997 : Rak Ploh Sano Yaem (รักโผล่โสนแย้ม) (Master Tape)
- 1998 : Phoo Nee Cham (ผู้หนีช้ำ) (Master Tape)
- 1998 : Mor Lam Sa Orn Vol.1 - Rak Salai Dauk Fai Ban (หมอลำสะออน 1 - รักสลายดอกฝ้ายบาน) (Master Tape)
- 1999 : Luk Thung Sa Orn Vol.2 - Nam Tah Sao Warin (ลูกทุ่งสะออน 2 - น้ำตาสาววาริน) (Master Tape)
- 2000 : Mor Lam Sa Orn Vol.3 - Nam Tah Lon Bon Tieng Naa (หมอลำสะออน 3 - น้ำตาหล่นบนเถียงนา) (Master Tape)
- 2001 : Luk Thung Sa Orn Vol.4 - Sao Nam Phong Sa Eun (ลูกทุ่งสะออน 4 - สาวน้ำพองสะอื้น) (Master Tape)
- 2001 :  Mor Lam Sa Orn Vol.5 - Taeng Mo Jintara (หมอลำสะออน 5 - แตงโมจินตหรา) (Master Tape)
- 2002 : Luk Thung Sa Orn Vol.6 - Thuay Pon Lud Mue (ลูกทุ่งสะออน 6 - ถ้วยป่นหลุดมือ) (Master Tape)
- 2002 :  Mor Lam Sa Orn Vol.7 - Nad Ror Bor Por Ai (หมอลำสะออน 7 - นัดรอบ่พ้ออ้าย) (Master Tape)
- 2003 : Jin Ma Laew Jaa Vol.1 - Sang Bao Jao Choo (จินมาแล้วจ้า 1 - ซังบ่าวเจ้าชู้)  (Master Tape)
- 2003 :  Mor Lam Sa Orn Vol.8 - Roop Lor Lai Mia (หมอลำสะออน 8 - รูปหล่อหลายเมีย) (Master Tape)
- 2004 : Luk Thung Sa Orn Vol.9 - Sao Chumpae Phae Rak (ลูกทุ่งสะออน 9 - สาวชุมแพแพ้รัก) (Master Tape)
- 2004 :  Rock Mor Lam Sa Orn Vol.10 - Payanark Fark Rak (ร็อคหมอลำละออน 10 - พญานาคฝากรัก) (Master Tape)
- 2005 : Luk Thung Sa Orn Vol.11 - Kon Nam Taang Jai (ลูกทุ่งสะออน 11 - คนนำทางใจ) (Master Tape)
- 2006 : Mor Lam Sa Orn Vol.12 - Hello Tho Phit (หมอลำสะออน 12 - ฮัลโหลโทรผิด) (Master Tape)
- 2006 : Mor Lam Sa Orn Vol.13 - Huang Faen Daen Chum Noom (หมอลำสะออน 13 - ห่วงแฟนแดนชุมนุม) (Master Tape)
- 2007 : Sao Thung Dauk Jarn (สาวทุ่งดอกจาน) (Master Tape)
- 2007 : Jintara Krop Krueang Vol.1 (จินตหรา ครบเครื่อง 1) (R Siam)
- 2008 : Yoo Karng Thur Samer (อยู่ข้างเธอเสมอ) (R Siam)
- 2009 : Jintara Krop Krueang Vol.3 (จินตหรา ครบเครื่อง 3) (R Siam)
- 2010 :  Jintara Krop Krueang Vol.4 (จินตหรา ครบเครื่อง 4) (R Siam)
- 2010 : Jintara Krop Krueang Vol.5 - Fark Kham Kho Thod (จินตหรา ครบเครื่อง 5 - ฝากคำขอโทษ) (R Siam)
- 2011 : Jintara Krop Krueang - Kho Jai Chun Kheun (จินตหราครบเครื่อง - ขอใจฉันคืน) (R Siam)
- 2013 : Jintara Krop Krueang Vol.7 - Khuey Rak Kan Bang Mai (จินตหราครบเครื่อง 7 - เคยรักกันบ้างไหม) (R Siam)
- 2014 : Jintara Krop Krueang Vol.8 - Yark Pen Chun Nai Orm Kord Ter (จินตหราครบเครื่อง 8 - อยากเป็นฉันในอ้อมกอดเธอ)
- 2015 : Jintara Krop Krueang Vol.9 - Mia Luang Thuang Sith (จินตหราครบเครื่อง 9 - เมียหลวงทวงสิทธิ์)

### Compilations
- 1989 : Ruam Hit 1-2-3-4 (รวมฮิต 1-2-3-4) (GMM Grammy)
- 1993 : Ruam Hit Ram Phan-Lam Phloen (รวมฮิต รำพัน-ลำเพลิน) (GMM Grammy)
- 1995 : Ruam Hit 8 Pi Pleng Rak Jark Jintara Vol.1 (รวมฮิต 8 ปี เพลงรักจากจินตหรา 1) (Master Tape)
- 1996 : Pleng Rak Jark Jintara Vol.2 (เพลงรักจากจินตหรา 2) (Master Tape)
- 1997 : Luk Thung Luan Luan 10 Pi Thong (ลูกทุ่งล้วนล้วน 10 ปีทอง) (Master Tape)
- 1998 : Pleng Rak Jark Jintara Vol.3 (เพลงรักจากจินตหรา 3)  (Master Tape)
- 1998 : 12 Klorn Lam (12 กลอนลำ) (Master Tape)
- 2000 : Luk Thung Mor Lam (ลูกทุ่งหมอลำ) (Master Tape)
- 2000 :  Pleng Den Klorn Dang (เพลงเด่นกลอนดัง) (Master Tape)
- 2001 : Jintara Bork Rak (จินตหราบอกรัก) (Master Tape)
- 2002 : 14 Pi Thong (14 ปีทอง)  (Master Tape)
- 2002 :  Sanuk Sanarn (สนุกสนาน) (Master Tape)
- 2003 : Fan Jintara (แฟนจินตหรา) (Master Tape)
- 2004 : Tam Narn Rak Sao Isan (ตำนานรักสาวอีสาน) (Master Tape)
- 2005 : Luk Thung Mor Lam 2 (ลูกทุ่งหมอลำ 2) (Master Tape)
- 2006 : Ruam Hit 19 Pi Thong 1 (รวมฮิต 19 ปีทอง 1) (Master Tape)
- 2006 :  Ruam Hit 19 Pi Thong 2 (รวมฮิต 19 ปีทอง 2) (Master Tape)
- 2007 :  Master Hit 1 (มาสเตอร์ฮิต 1) (Master Tape)
- 2007 :  Master Hit 2 (มาสเตอร์ฮิต 2) (Master Tape)
- 2009 : Jumbo Hit (จัมโบฮิต) (R Siam)
- 2011 : RS Best Collection (อาร์เอส เบสท์ คอลเล็กชั่น) (R Siam)
- 2011 :R Siam Number One (อาร์สยาม นัมเบอร์วัน) (R Siam)
- 2012 : Jintara Krop Rod (จินตหราครบรส) (R Siam)
- 2012 : Jintara Muan Lai (จินตหราม่วนหลาย) (R Siam)
- 2017 : Luk Thung Orn Sorn (ลูกทุ่งออนซอน) (GMM Grammy)
- 2017 : Mor Lam Orn Sorn (หมอลำออนซอน) (GMM Grammy)

## Filmographie

### Séries télévisées
| Année | Titre                     | Chaîne |
| ----- | ------------------------- | ------ |
| 2001  | Nai Hoy Tamin (นายฮ้อยทมิฬ) | CH7    |
| 2009  | Kam Nan Id (กำนันอี๊ด)       | CH7    |
| 2020  | Ka Wao                    | CH7    |

### Films
- 2006 : Dangerous Flowers|Dangerous Flowers (ไฉไล / Chai Lai)